# Alfonso Vallejo (actor)
Alfonso Vallejo es un actor español.

## Biografía
Nació en el Asturias, en 1948. Trabaja en el mundo del espectáculo desde el año 1972. Dio vida a Don Pimpón en Barrio Sésamo y a Astraco en Los mundos de Yupi.

## Filmografía

### Largometrajes
- Vidas pequeñas. Enrique Gabriel (2006).
- El mundo alrededor. Álex Calvo-Sotelo (2005).
- Niñ@S. Alfredo Montero-Mayans (2004) (Festival De Málaga 2006).
- La suerte dormida. Ángeles González-Sinde (2003).
- La mujer de mi vida. Antonio Del Real (2001).
- Manolito Gafotas en ¡Mola ser jefe!. Joan Potau (2001).
- Terca vida. Fernando Huertas (2000).
- El Bola. Achero Mañas (2000).
- Plenilunio. Imanol Uribe (1999).
- A galope tendido. Julio Suárez-Vega (1999).
- Pídele cuentas al Rey. J. Antonio Quirós (1999).
- Water Easy Rich (Un Día Bajo El Sol). Bent Hamer (1998).
- Chevrolet. Javier Maqua (1997).
- Los corsarios del chip. Rafael Alcázar (1996).
- La niña de tus sueños. Chus Delgado (1995).
- El Lute, camina o revienta. Vicente Aranda (1987).
- La ley del deseo. Pedro Almodóvar (1986).
- Siete días de enero. J. Antonio Bardem (1978).
- Las truchas. José Luis García Sánchez (1978).
- La Raulito II. Lautaro Murúa (1977).

#### Cortometrajes
- Canciones a medianoche. Sergio Siruela (2013)
- Entrevista a mi ídolo Facundo Baranda. Rocío Acosta (2012)
- 1.000 . David Ribero (2011).
- Cerrado hasta el lunes. Juan Camilo García Morales (2010).(Premio Al Mejor Actor Principal En La "XVI Edición Premios Kino de la Universidad de Navarra".)
- Viejos perdedores. Rubén Ordieres (2009).
- Calle abajo. Jerónimo García (2006).
- 5 Ganador. Áurea Martínez (2001).
- El retablo de Tontonello. Pablo Nacarino (2000).
- Parada muerta. Diego Uceda (1999).
- El dátil verde. Adán y Toni Bestard (1999).
- El último baile de Fred Astaire. Juan Luis Bahillo (1996).

### Televisión
| - El Ministerio del Tiempo (2015) - Bandolera (2012) - Amar en tiempos revueltos (La muerte a escena) (miniserie de dos capítulos) (2011) - La reina del sur (telenovela) (2011). - Tres días de abril (miniserie de dos capítulos) (2010). - Doctor Mateo (2010). - Maras (tv-movie) (2010). - Los protegidos (2010). - Valientes (telenovela diaria) (2009-10). - La que se avecina (2009). - 23 F, el golpe (miniserie-dos capítulos) (2009). - La señora (2008) - Como el perro y el gato (2007) - Maneras de sobrevivir (2006). - Agitación + IVA (2005) - El comisario (2004-05) - Géminis, venganza de amor (telenovela diaria) (2002-2003). - Cuéntame (2001). - Hospital Central (2001). - ¡Ala... Dina! (2000-2002). - Robles investigador (2000). - A las once en casa (1998-99). - Periodistas (1999). | - Médico de familia (1998). - Hermanas (1998). - La casa de los líos (1996-98). - La banda de Pérez (1995-96). - La noche de los castillos (1995). - Menudo es mi padre (1995). - Los ladrones van a la oficina (1995). - El rescate del talismán (1994). - Habitación 503 (1993). - Crónicas del mal (1991). - Los jinetes del alba (1990). - La forja de un rebelde (1990). - Brigada central (1989). - La mujer de tu vida (1988). - Vísperas (1986). - Los mundos de Yupi (Astrako) (1988-1991). - Barrio Sésamo (Don Pimpón) (1983-1988). - La cometa blanca (Mago Florindo) (1980-81). - Barrio Sésamo (Manolo el mecánico) (1979-1980). - El recreo (1977-78). - Curro Jiménez (1977). - El pícaro (1974). |

### Teatro
- Salvator Rosa. Guillermo Heras (2015)
- Ensayando Don Juan. (Albert Boadella) (2014)
- Carlota. Mariano de Paco (2013-2014)
- Shitz. Mariano De Paco (2011)
- Cien puñaos de rosas. (Zarzuela).Paco Azorín (2009).
- Nazzionale. Luis Lázaro (2007).
- La boda y el baile de Luis Alonso. (Zarzuela).Santiago Sánchez  (2006-07).
- El señor Badanas. Francisco Vidal (2002).
- Pelo de tormenta. J. Carlos Pérez de la Fuente (1997-98).
- Sol ulcerado. Jesús Cracio (1993).
- Nosferatu. Guillermo Heras (1993).
- Como los griegos. Guillermo Heras (1992-93).
- Precipitados. Jesús Cracio (1992).
- La Reina del Nilo. Ángel Facio y Jesús Cracio (1986).
- Coronada y el toro. Francisco Nieva (1982).
- El preceptor. Francisco Heras (1979).
- Noche de guerra en el Museo del Prado. Ricard Salvat (1978-79).
- El proceso. Manuel Gutiérrez Aragón (1978-79).
- Abre el ojo. Fernando Fernán Gómez (1978-79).
- Los gigantes de la montaña. Miguel Narros (1976).
- La resistible ascensión de Arturo Ui. Peter Fisher y José Luis Gómez (1975-76).
- El retablo del flautista. Colectivo Topo (1974-75).
- Los lunáticos. Fernando Fernán Gómez (1972).
- Metástasis. Bululú (1972) (estreno en el festival italiano de Palermo * Incontraccione ´72 y posterior gira por el Sur de Francia)